# Tíamisz
A Tíamisz (görögül: Θύαμις), más néven Glikísz (Γλυκύς) vagy Kalamász (Καλαμάς), folyó Görögország Epirusz régiójában. A Jón-tengerbe ömlik, 115 km hosszú, és vízgyűjtő területe körülbelül 1800 km², amelynek több mint 99%-a Görögországban található. A Camouria régió, valamint a Chams neve a folyó nevéből származik.
Az ókori Görögország beli Tíamiszról Pauszaniasz Periégétész említést tett, a Theszprotisz és Kesztrine közötti határt képező folyóként. Ezen kívül a Szuda-lexikon és Klaudiosz Ptolemaiosz is említette.
Egyes reneszánsz tudósok úgy vélték, hogy az angol Temze a Tíamisz folyónak köszönheti nevét, mivel a korai kelta törzsekről azt hitték, hogy az Epirusz régióból Angliába vándoroltak. Bár ez a hiedelem befolyásolta az angol folyó nevének modern írásmódját, már nem tekintik hitelesnek.

## Földrajza

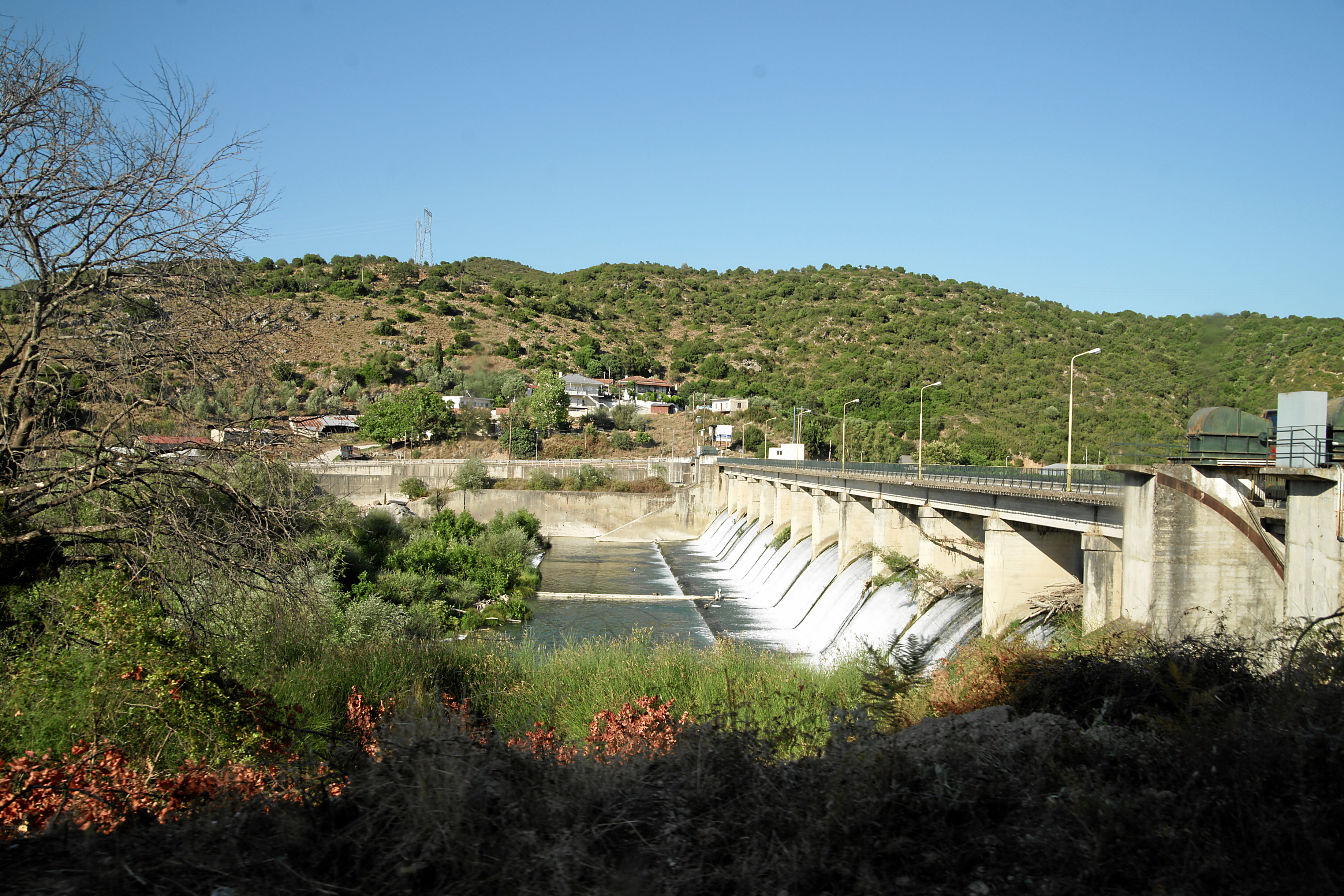
A Tíamisz folyó gátja Theszprotiában

A folyó forrása Kalpaki község közelében, a Joánina prefektúra északnyugati részén található. Eleinte délre folyik, és Szolopólo közelében délnyugatra fordul. Mellékfolyóját Tyria Vroszina közelében kapja, és nyugatra fordul Kyparisszo közelében Theszprotiában, ahol a gát található. A Jón-tengerbe ömlik Kesztrini falu közelében, Igumeníca és Szagiada között, közel az albán határhoz.
A folyó menti helyek a forrástól a torkolatig a következők: Mazaraki, Szolopólo, Vroszina, Raveni, Pente Ekklisziesz, Kyparisszo, Parapotamosz és Kesztrini.
A 20. század két világháború közötti időszakában a Tíamisz-delta és a vízgyűjtő albán ajkú falvai kicsik voltak és szétszórtan helyezkedtek el az északi dombvidék felvidéki nagyobb görög falvaihoz képest.

## Környezete
A Tíamisz folyó deltát alkot, ahol a Jón-tengerbe, Igoumeníca északi részén torkollik. A delta növényvilágban gazdag, és a vonuló madarak megállnak a vizeiben élelem felvétele és pihenés céljából.
A folyó azonban évtizedek óta környezetromlástól szenved az ellenőrizetlen emberi tevékenységek miatt (mezőgazdasági tevékenység, városi és ipari szennyvizek és hulladékok, a kezelési terv hiánya és az illetékes hatóságok rossz koordinációja a védelme érdekében).

## Fordítás
- Ez a szócikk részben vagy egészben  a   Thyamis című angol Wikipédia-szócikk ezen változatának fordításán alapul.  Az eredeti cikk szerkesztőit annak laptörténete sorolja fel. Ez a jelzés csupán a megfogalmazás eredetét és a szerzői jogokat jelzi, nem szolgál a cikkben szereplő információk forrásmegjelöléseként.